# Wilhelm Merck
Christoph Wilhelm Ludwig Merck, mais conhecido como Wilhelm Merck (Darmstadt, 11 de outubro de 1833 – Darmstadt, 12 de janeiro de 1899) foi um químico e empresário alemão.

## Vida
Wilhelm Merck foi o filho mais novo de Emanuel Merck e sua mulher Magdalena, nascida (1797–1877), natural de Darmstadt.
Após estudar química começou a trabalhar na empresa de seu pai em 1860, então denominada E. Merck. De 1885 até sua morte em 1899 dirigiu a empresa.
Wilhelm Merck casou com Caroline „Lina“, nascida Moller, (1841–1909) e natural de Darmstadt. Tiveram dois filhos: Carl Emanuel (1862–1909) e Georg(e) Merck.